# 东江纵队第一支队三龙大队部及驻军营地旧址
东江纵队第一支队三龙大队部及驻军营地旧址，位于中国广东省东莞市东莞市高埗镇低涌村，为东莞市的一个市、县级文物保护单位，类型为近现代重要史迹及代表性建筑，公布时间为2004年1月8日。
东江纵队第一支队三龙大队部及驻军营地旧址的历史年代为民国。